# 白郎弟娜
白郎弟娜（法語：Blandine,—177年）是里昂基督徒殉道者中的一位，于177年，皇帝馬爾庫斯·奧列里烏斯在位期间，在高卢忍受了可怕的酷刑。
白郎弟娜的事迹见于一封里昂教会写给小亚细亚众教会的书信。优西比乌在《教会史》中引用了这封书信，记述了她的生平和死亡。
里昂的罗马民众热衷于迫害基督徒。当地的基督徒大胆地公开表明自己的身份。千夫长和民事法官将一批承认自己信仰的基督徒投入监狱，指控他们犯了吃人肉和乱伦的罪行。白郎弟娜是其中的一位，她是一名奴隶，与她的主人，也是一名基督徒，一同被捕。她的同伴非常担心她身体虚弱，可能无法承受严刑拷打。可是，她忍受了可怕的折磨，仍然保持信仰，对每一个问题都回答说“我是一个基督徒，我们没有任何过错。”以至于审问者不知道还能对她做些什么。皇帝馬爾庫斯·奧列里烏斯下令，放弃信仰者将被释放，坚持基督教信仰的罗马公民将被斩首，而那些没有公民权者则遭酷刑处死。因此，白郎弟娜和她的一批同伴被带到该市的圓形竞技场（现在被称为三高卢人竞技场）.。白郎弟娜被捆绑在木桩上，但是，根据传说，野兽却没有碰她。最后，她被放在炽热的铁架上烘烤，又被放在网中，抛在野牛的角前，最后用匕首杀害。

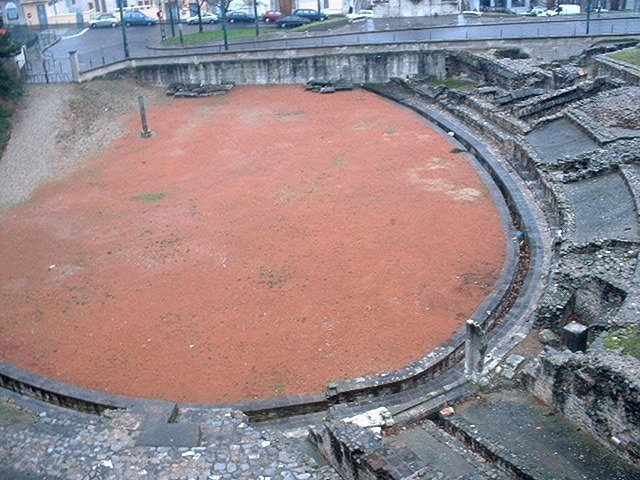
里昂三高卢人竞技场

法国有两个市镇以她命名，如圣布朗丹 (伊泽尔省)。
庆祝她的节日是6月2日。